# Aéroport du Cotopaxi
L'aéroport international du Cotopaxi (espagnol : Aeropuerto Internacional Cotopaxi) (code IATA : LTX • code OACI : SELT) est un aéroport à Latacunga, la capitale de la province du Cotopaxi en Équateur. Il dispose de la deuxième plus longue piste en Équateur.

## Installations
L'aéroport est situé à une altitude 9 205 pieds ( Unité « 0 » inconnue du modèle {{Conversion}}.). Il a une piste désignée 18/36 avec de longueur 3 693 m.

## Situation
| \| 100 km1:8 036 000 \|Seymour San Cristóbal Cuenca Esmeraldas Guayaquil Latacunga-Cotopaxi Manta Salinas Machala/Santa Rosa Tulcán Quito Coca Lago Agrio Loja Macas |
| 100 km1:8 036 000 |

## Compagnies et destinations

### Fret
| Compagnies | Destinations                        |
| ---------- | ----------------------------------- |
| Cargolux   | Bogota-El Dorado, Luxembourg-Findel |